# Wichernhaus (Cottbus)
Das sogenannte „Wichernhaus“ ist ein denkmalgeschütztes Gebäudeensemble in der Mühlenstraße/Am Spreeufer der Stadt Cottbus. Dabei handelte es sich bis zum Teilabriss im Jahr 2017 um fünf U-förmig angeordnete Einzelbauten.

## Geschichte

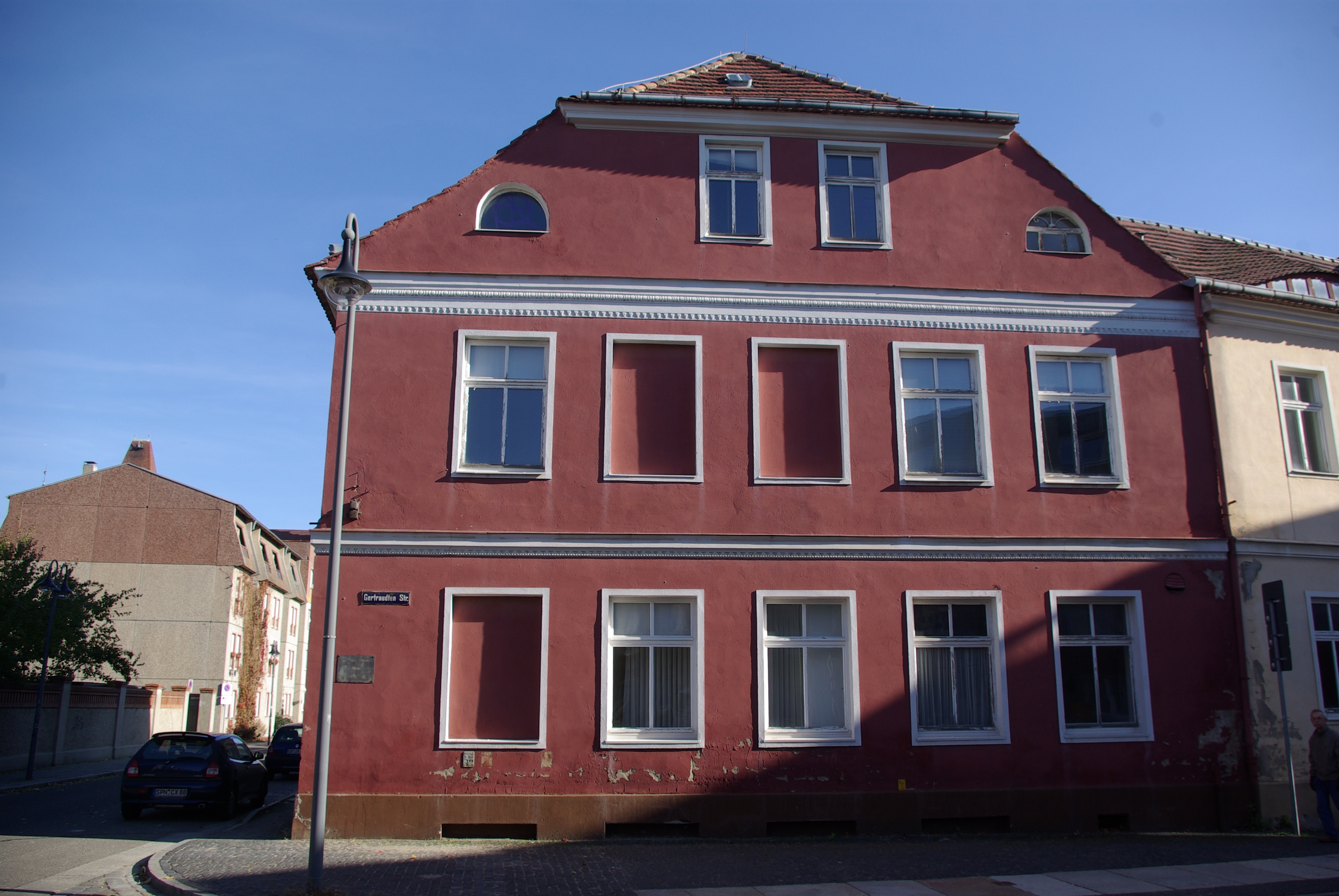
Mühlenstraße 31, Bauzustand 2010

Die Häuser in der Mühlenstraße 30/31 entstanden Mitte des 19. Jahrhunderts. Dr. Carl Thiem und Dr. Kühn eröffneten im Juni 1885 eine Privatklinik. Die Stadtgemeinde Cottbus übernahm dann 1908 das Grundstück. Mitte der 1930er Jahre dienten die Häuser als Wohnungen. Der Verein „Herberge zur Heimat“ kaufte 1936 die Häuser Nr. 29–31 und richtete eine Herberge ein. 1937 wurde ein Gebäude für Missionsarbeit mit großen Versammlungsraum an der Ecke Gertraudtenstraße/Am Spreeufer gebaut. An der Ostseite des Gebäudes entstand 1969–1972 ein Neubau. Gleichzeitig wurden die Häuser Mühlenstraße 30/31 rekonstruiert und saniert. Unter anderem wurde das Dach der Nr. 30 angehoben und erneuert. Das ehemalige Stadtmissionsgebäude wurde 1973 aufgestockt. Die originale Bauhöhe war an dem Farb- und Versatzwechsel der Klinker am Treppenhaus an der Gertraudenstraße gut zu erkennen. An den Altbauten der Mühlenstraße 30/31 wurden 1975–1978 Werterhaltungsmaßnahmen durchgeführt. Der Grundriss der Häuser wurden dabei verändert.

## Beschreibung

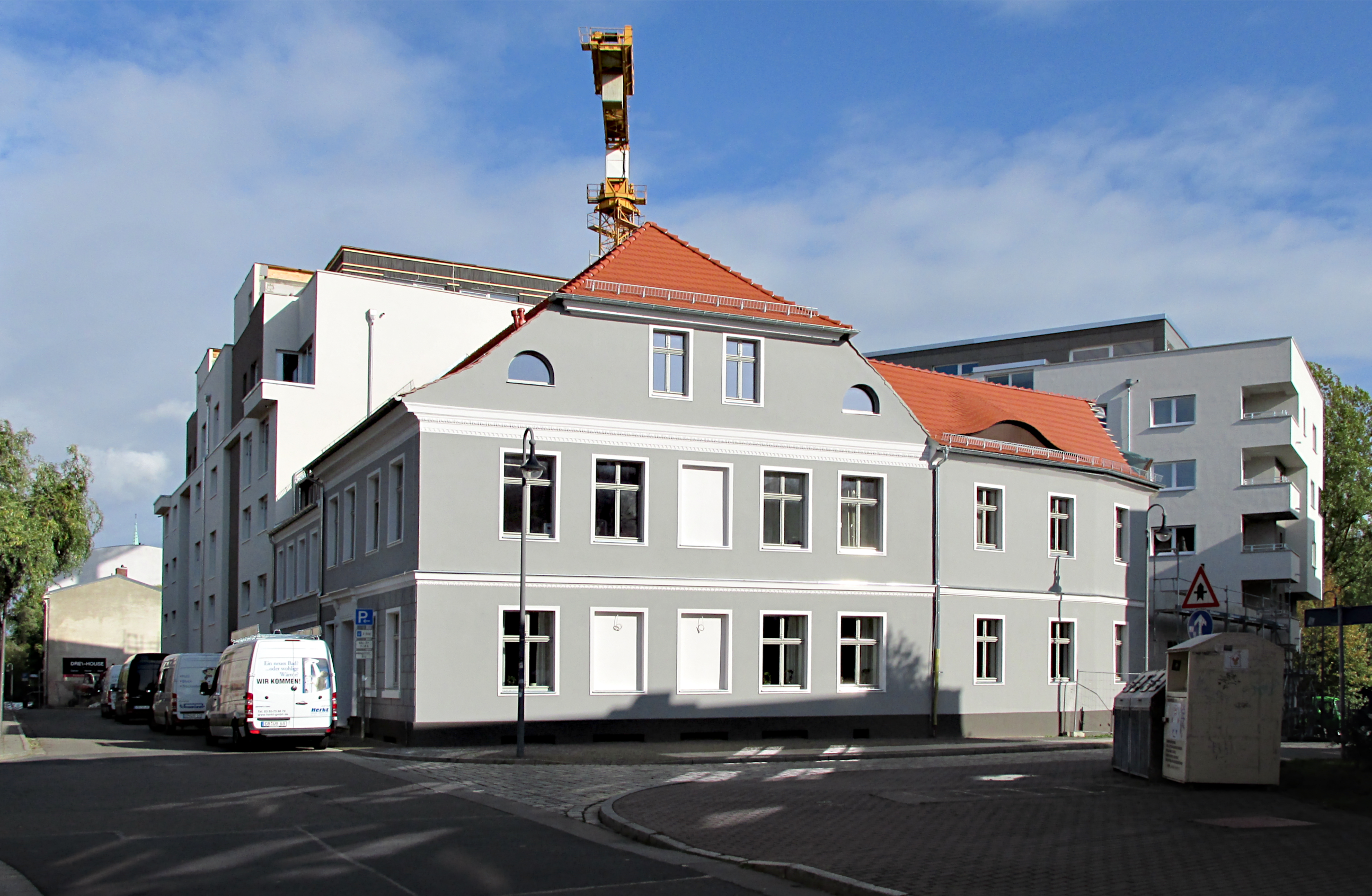
Bauzustand nach Renovierung, 2019

Bei dem Gebäude in der Mühlenstraße 31 handelt es sich um einen zweigeschossigen Eckbau unter einem einseitigen Krüppelwalmdach. Das Erdgeschoss hat eine vierachsige Trauffassade mit Putzquaderung. Das Portal wird von Halbsäulen aus Stuck gerahmt und von einer Gesimsverdachung mit Voluten abgeschlossen. Die Giebelseite zur Gertraudtenstraße ist fünfachsig. Im Giebel befinden sich zwei halbrunde Fenster. An beiden Straßenseiten werden die Geschosse des Gebäudes durch Gurtgesimse getrennt. An der Decke im Eingangsflur befinden sich Rosetten und Stuckprofilleisten. Die Treppe mit dem schlanken Balusterstammt noch aus der Bauzeit des Hauses. Aus verschiedenen Bauzeiten sind die Kelleranlagen, die sich in zwei Ebenen befinden. Dazu gehört ein zwei Meter hoher tonnengewölbter Rechteckraum spätmittelalterlichen Ursprungs. Der südliche Abschnitt des Seitenflügels ist dreiachsig. In seinem Satteldach befindet sich eine Fledermausgaube. Daran schließt ein achtachsiger Abschnitt des Seitenflügels an. Er wurde 1979/80 umgebaut, aufgestockt und bekam eine vollständig neue Fassadengliederung. Nur an den Kellerfenstern ist noch die Einbeziehung älterer Bauteile zu sehen. Das Gebäude in der Mühlenstraße 30 hat ein Satteldach mit Dachschleppe. Die einfach gerahmten Fenster sind durch Sohlbankgesimse verbunden. Die ansonsten schmucklose Fassade ist durch ein Gurt- und Traufgesims gegliedert. Das Haus hat eine zweiflügelige Rahmenfüllungstür, diese ist von Rosetten und Pilastern verziert.
Der ursprünglich zweigeschossige Erweiterungsbau von 1936/37 (inzwischen abgerissen) wurde in den 1970er Jahren aufgestockt. Durch die Fensterreihungen und durch ein Flachdach erhielt das Gebäude ein sachlich modern anmutiges Erscheinungsbild. Die ursprüngliche Gestaltung der beiden unteren Geschosse blieb erhalten. Der Treppenhausrisalit hatten engobierte Ziegel in unterschiedlichen Rottönen. Die senkrechten Fensterbahnen hatten eine farbig abgesetzte Rahmung. Das gesamte Erdgeschoss war mit Ziegeln verblendet. Auch die Fenster hoben sich durch eine dunkle Ziegelrahmung ab. Ein Spitzbogenportal befand sich an der Fassade zum Neustädter Platz. Im Portalgitter waren Zeichen der Inneren Mission, das Baudatum und der Schriftzug „Jesus lebt, Jesus siegt“ zu sehen. Das erste Obergeschoss war verputzt und hatte schlanke hohe rechteckige von Ziegeln eingefasste Saalfenster. Oberhalb des Portals befand sich ein Kreuz aus in Rollschicht vermauerten Ziegeln. Die Fenster des aufgestockten Obergeschosses waren fast quadratisch und mit analoger Rahmung. Ein viergeschossiger Bettenhausanbau mit siebenachsiger Fassade wurde in den 1970er Jahren errichtet. Über drei Etagen waren Balkone angebracht. Zur Belichtung des Treppenhauses an der Rückseite des Hauses wurden großzügige, gebäudehohe Fensterbahnen eingebaut.
An den Gebäuden Mühlenstraße 30/31, welche zu den letzten erhaltenen historischen Wohnhäusern in dem altstädtischen Quartier zählen, wurden zwischen 2018 und 2019 umfangreiche Renovierungsarbeiten durchgeführt. Die benachbarten und schon länger leerstehenden Gebäude des Wichernkomplexes wurden Ende 2017 abgebrochen und durch neue Eigentumswohnungen ersetzt.